# Bembecia lomatiaeformis
Bembecia lomatiaeformis is een vlinder uit de familie wespvlinders (Sesiidae), onderfamilie Sesiinae.
Bembecia lomatiaeformis is voor het eerst wetenschappelijk beschreven door Lederer in 1853. De soort komt voor in het Palearctisch gebied.